# Pinarolo Po
Pinarolo Po (Pinarö in dialetto oltrepadano) è un comune italiano di 1 669 abitanti della provincia di Pavia in Lombardia. Si trova nella pianura dell'Oltrepò Pavese, alla sinistra del torrente Verzate.

## Storia

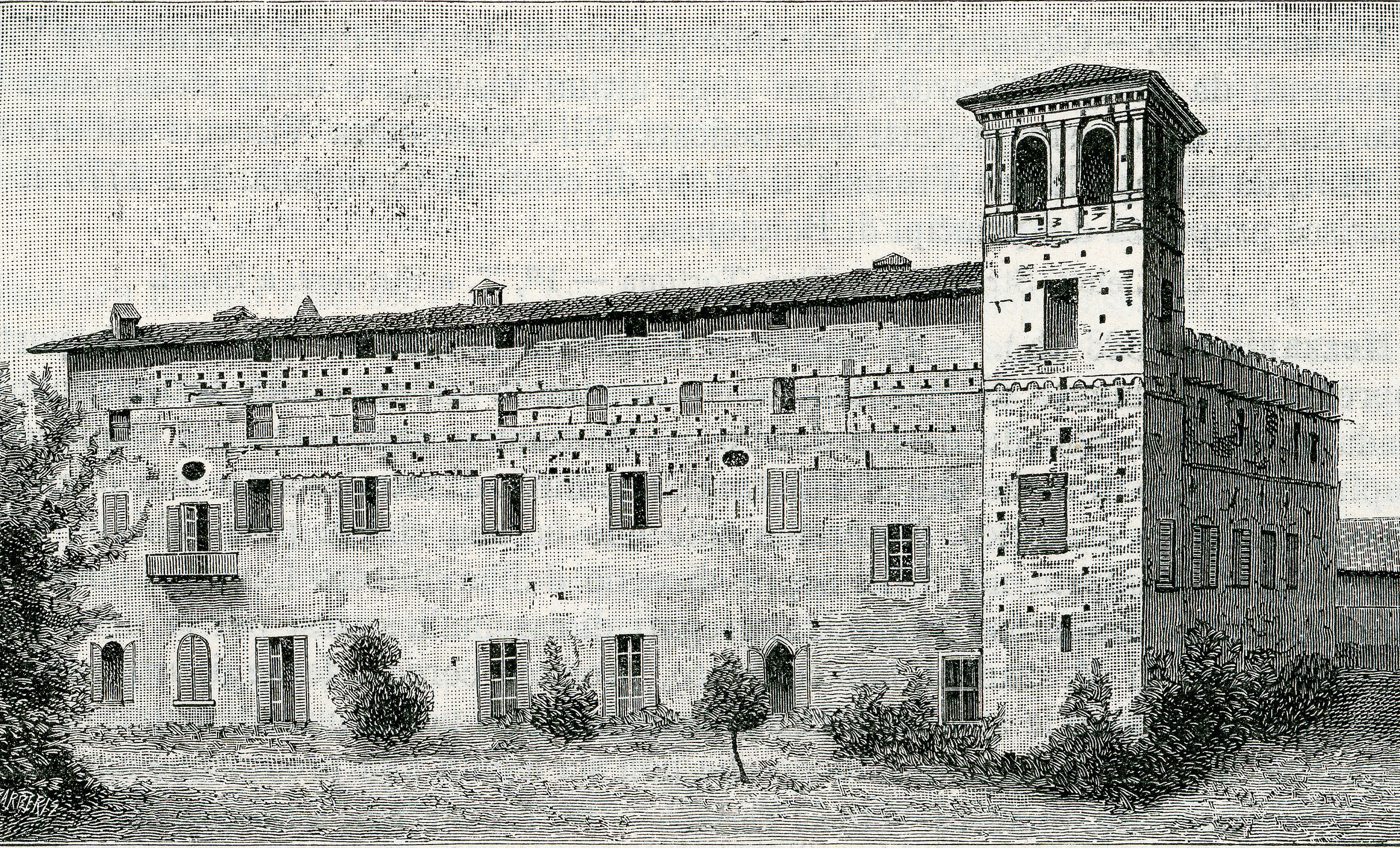
Pinarolo Po: antico castello dei Malaspina (xilografia di Barberis 1890).

Pinarolo sorse probabilmente da un insediamento agricolo romano, al limite tra la campagna centuriata facente capo a Clastidium e le valli palustri lungo il corso del Po. La zona passò nel 1164 sotto il dominio pavese, e vi assunse la signoria la casata pavese dei Giorgi di Soriasco (ricordati dalla frazione Ca de' Giorgi), cui subentrarono nel XIV secolo i Beccaria del Mezzano, e dopo la loro estinzione (1750) i Bellisomi di Pavia.
Il comune di Pinarolo aggregò nel XVIII secolo alcuni piccoli comuni circostanti: Tagliata, Besozzo e Pallasio, di cui i primi due ormai scomparsi; successivamente vennero aggregati anche Ca de' Giorgi e Castellazzo Beccaria (oggi Castellazzo Vecchio, presso Castellazzo Depretis). Solo nel 1871 fu aggregato Negrera, anch'esso un tempo comune autonomo, già unito a Corvino San Quirico.

### Simboli
Lo stemma e il gonfalone sono stati concessi con decreto del presidente della Repubblica del 30 dicembre 1956.
Il gonfalone è un drappo partito di rosso e di bianco.

## Monumenti e luoghi d'interesse
- Castello di Pinarolo Po

## Società

### Evoluzione demografica
Abitanti censiti

## Infrastrutture e trasporti

### Ferrovie

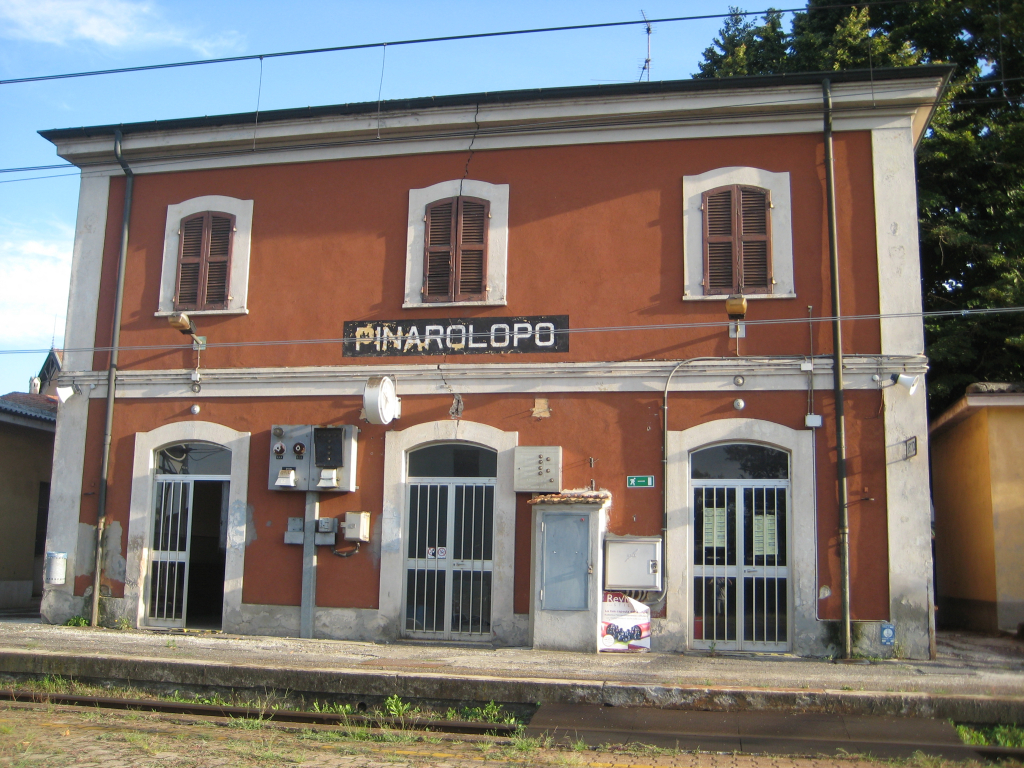
La stazione ferroviaria

Il comune è servito da una stazione ferroviaria posta sulla ferrovia Pavia-Stradella.